# ゲームボーイアドバンス Nintendo Switch Online
『ゲームボーイアドバンス Nintendo Switch Online』（ゲームボーイアドバンス ニンテンドー スイッチ オンライン）は、任天堂が2023年2月9日に配信を開始したNintendo Switch用ゲームソフト。有料オンラインサービスであるNintendo Switch Online + 追加パックの加入者向けに追加料金無しで提供されている。

## 概要
ゲームボーイアドバンスのゲームソフトが提供開始時点では6本収録されており、今後も不定期で追加される。大まかな基本機能は『ファミリーコンピュータ Nintendo Switch Online』などと同じである。ローカル通信およびオンライン通信での2 - 4人プレイに対応しており、通信プレイ時は相手と画面を共有できる機能が実装されている。
2025年4月2日、任天堂は同年6月5日に発売のNintendo Switch 2に併せて本ソフトの名称を『ゲームボーイアドバンス Nintendo Classics』に変更することを発表した。

## 収録タイトル

### 2023年
| 配信開始日 | タイトル                      | 販売メーカー | 備考     |
| ---------- | ----------------------------- | ------------ | -------- |
| 02月09日   | スーパーマリオアドバンス4     | 任天堂       | [ 注 2 ] |
| 02月09日   | メイド イン ワリオ            | 任天堂       |          |
| 02月09日   | くるくるくるりん              | 任天堂       |          |
| 02月09日   | マリオカートアドバンス        | 任天堂       |          |
| 02月09日   | マリオ&ルイージRPG            | 任天堂       |          |
| 02月09日   | ゼルダの伝説 ふしぎのぼうし   | 任天堂       |          |
| 03月09日   | メトロイドフュージョン        | 任天堂       |          |
| 05月26日   | スーパーマリオアドバンス      | 任天堂       |          |
| 05月26日   | スーパーマリオアドバンス2     | 任天堂       |          |
| 05月26日   | スーパーマリオアドバンス3     | 任天堂       |          |
| 06月23日   | ファイアーエムブレム 封印の剣 | 任天堂       | 日本のみ |
| 06月23日   | ファイアーエムブレム 烈火の剣 | 任天堂       |          |
| 09月29日   | 星のカービィ 鏡の大迷宮       | 任天堂       |          |

### 2024年
| 配信開始日 | タイトル                                  | 販売メーカー | 備考                         |
| ---------- | ----------------------------------------- | ------------ | ---------------------------- |
| 01月17日   | 黄金の太陽〜開かれし封印〜                | 任天堂       |                              |
| 01月17日   | 黄金の太陽〜失われし時代〜                | 任天堂       |                              |
| 02月21日   | MOTHER3                                   | 任天堂       | 日本のみ                     |
| 03月29日   | F-ZERO FOR GAMEBOY ADVANCE                | 任天堂       |                              |
| 06月18日   | ゼルダの伝説 神々のトライフォース&4つの剣 | 任天堂       |                              |
| 06月18日   | メトロイド ゼロミッション                 | 任天堂       |                              |
| 07月12日   | 伝説のスタフィー                          | 任天堂       | 海外でも日本版をそのまま配信 |
| 07月12日   | 伝説のスタフィー2                         | 任天堂       | 海外でも日本版をそのまま配信 |
| 07月12日   | 伝説のスタフィー3                         | 任天堂       | 海外でも日本版をそのまま配信 |
| 08月09日   | ポケモン不思議のダンジョン 赤の救助隊     | ポケモン     | リメイク版とは互換性無し     |
| 10月11日   | F-ZERO ファルコン伝説                     | 任天堂       | [ 注 2 ]                     |
| 10月11日   | F-ZERO CLIMAX                             | 任天堂       | 海外でも日本版をそのまま配信 |

### 2025年
| 配信開始日 | タイトル                               | 販売メーカー | 備考 |
| ---------- | -------------------------------------- | ------------ | ---- |
| 02月14日   | ワリオランドアドバンス〜ヨーキのお宝〜 | 任天堂       |      |
| 04月22日   | ファイアーエムブレム 聖魔の光石        | 任天堂       |      |